# María de la Luz Arias Staines
María de la Luz Arias Staines (27 de diciembre de 1941-24 de julio de 2023) fue una política mexicana, miembro del Partido Verde Ecologista de México (PVEM). Fue diputada federal en el periodo de 2003 a 2006.

## Biografía
Tenía estudios máximos de preparatoria y era miembro del PVEM desde 1995. En 2003 fue elegida diputada federal por el principio de representación proporcional a la LIX Legislatura de dicho año a 2009. Sin embargo solicitó licencia al cargo apenas 23 días después de haber asumido el cargo y fue sustituida por su suplente, Alejandro Agundis Arias, quien era su hijo. Ésta práctica, la de que una diputada propietaria mujer fuera postulada y elegida pero luego solicitara licencia y su lugar lo ocupara su suplente varón —en ocasiones familiarmente cercanos—
continuó durante varios años por parte del PVEM y otros partidos, llegando a ser conocido con el nombre popular de diputadas «Juanitas».
Se reincorporó a la diputación el 1 de enero de 2006 y permaneció en el cargo hasta el fin del periodo constitucional el 31 de agosto del mismo año, pues Alejandro Agundis dejó el cargo para ser candidato a diputado al Congreso del Estado de México y siendo elegido a la LVI Legislatura por el principio de representación proporcional. En este periodo fue integrante de las comisiones de Educación Pública y Servicios Educativos; de Marina; de Reglamentos y Prácticas Parlamentarias; y, del comité de Comunicación Social.
Ella y su familia han recibido críticas por haber ocupado varios cargos de elección popular postulado por el PVEM: además de Alejandro Agundis Arias, otro de sus hijos, Francisco Agundis Arias ha sido senador, diputado federal y diputado al Congreso del Estado de México, y su esposa Verónica Velasco Rodríguez fue senadora y dos veces diputada federal.
Falleció el día 24 de julio de 2023.